# UTEHA
La Unión Tipográfica Editorial Hispano Americana (UTEHA), fue una editorial establecida en México, D.F., fundada por el emigrado gallego José González Porto; quien venía de Cuba donde se había dedicado al negocio editorial. No obstante, la economía y los recursos en México hacían posible establecer una casa editorial especializada en libros técnicos y científicos con mejores posibilidades de internacionalizarse, como lo hizo años más tarde que llegó a tener 18 sucursales en varios países de América Latina, así como en Alemania y Japón. Una de sus razones fue la oportunidad de contar con los exiliados españoles que se estaban estableciendo en México.

## Diccionario Enciclopédico
En 1949 la editorial publicó la primera edición de su Diccionario Enciclopédico UTEHA, producto de más de diez años de trabajo en el que participaron gran cantidad de especialistas latinoamericanos y españoles, así como un numeroso cuerpo de redacción. Su mayor mérito fue que no era una traducción de otros diccionarios y que estaba totalmente producido por hispano parlantes. Para ello se nutrió de especialistas en cada disciplina a quien encargó la escritura original de los artículos.
Por la naturaleza de sus redactores contiene mayor peso los artículos relacionados con los asuntos españoles e hispanoamericanos, sin que ello restara a la obra su carácter de universalidad. 
La editorial se estableció como meta elevar al máximo posible sus entradas y subentradas, para llegar a ser una obra de consulta fácil y un referente importante en las obras de este género en habla hispana.
Las trece mil páginas del Diccionario Enciclopédico, contienen más de 500,000 entradas, subentradas y acepciones y más de 200,000 ilustraciones en negro dentro del texto. Otro dato no menos interesante es que es una obra cuyo primer volumen se imprimió en 1949, y contiene una cantidad importante de artículos referidos a ese mismo año.
Cabe decir que el diccionario dio trabajo a muchas personas que redactaron entradas, sobre todo a exiliados españoles, como LLuis Nicolau d’Olwer, quien fue ministro de economía y gobernador del Banco de España y que se empleó como corrector de pruebas durante sus primeros meses en México; otros continuaron allí durante muchos años, como Pere Calders, quien realizó ilustraciones para los libros de UTEHA, sobre todo para el Diccionario enciclopédico;  se destacan entre los especialistas exiliados que colaboraron en la creación de esta obra a: Albert Folch i Pi, en farmacia; Marcel Santaló, en matemáticas y astronomía; Miquel Santaló, en geografía; el valenciano Juan Sapiña, en letras; el menorquín Francesc Carreras Reura, en química; Lluís Ferran de Pol, en letras, y una largo etcétera imposible de citar en este espacio.
Una revisión al primer tomo del Diccionario Enciclopédico da cuenta de la cantidad de colaboradores, especialistas, ilustradores y correctores que tomaron parte en esta obra y que desafortunadamente dejó de editarse en los años 70. La editorial cerró en el año 1977 a la muerte de su creador.